# Хайверга
Хайверга — река в Иркутской области России, правый приток Большого Патома.

## Общая информация
Исток находится на Патомском нагорье, в 131 км к северо-востоку от Бодайбо, на высоте более 1200 м над уровнем моря. На всём своём протяжении течёт в основном на северо-запад, при этом течение может меняться на северное или западное. Преимущественно протекает по горной тундре, в долине — тайга, представленная лиственницей, сосной и берёзой. На реке многочисленными пороги и шиверы, Сиганский каскад с крутыми скалистыми берегами в узком створе реки. Впадает в Большой Патом в 294 км от его устья по правому берегу, у зимовья Хайверга, выше впадения реки Тонода, на высоте менее 306 м над уровнем моря. Ширина в нижнем течении — до 105 м при глубине 1,3 м; скорость течения в низовьях — 1,2-1,3 м/с. 
Длина реки составляет 144 км, площадь водосборного бассейна — 2830 км². Населённых пунктов на реке нет.
Притоки длиной 30 км и более:
- Левые: Сиган
- Правые: Кевакта, Ковали

## Данные водного реестра
По данным государственного водного реестра России и геоинформационной системы водохозяйственного районирования территории РФ, подготовленной Федеральным агентством водных ресурсов:
- Бассейновый округ — Ленский
- Речной бассейн — Лена
- Речной подбассейн — Лена между впадением Витима и Олёкмы
- Водохозяйственный участок — Лена от впадения реки Витим до водомерного поста села Мача, без реки Нюи